# Újlipótváros-Angyalföld
Újlipótváros-Angyalföld – XIII. dzielnica Budapesztu leżąca po stronie peszteńskiej. W dzielnicy leży Wyspa Świętej Małgorzaty. Południową część dzielnicy stanowi architektura będąca atrakcją dla turystów.

## Położenie
Od strony północnej dzielnica graniczy z Újpestem. Most kolejowy rozdziela linię kolejową Budapest-Estergom i Wyspę Świętej Małgorzaty. Na wschodzie i południowym wschodzie dzielnica graniczy z Zugló. Tutaj linię podziału stanowi dworzec Nyugati pályaduvar i Muzeum Kolejnictwa. Na południu dzielnica jest oddzielona bulwarem św. Stefana od dzielnic Belváros-Lipótváros i Terézváros. Zachodnia granica Dunaju w dzielnicy dotyka już II dzielnicy i dzielnicy Óbuda-Békásmegyer.

## Transport w dzielnicy
Transport w dzielnicy jest gęsty i przebiega w kierunku północ-południe przez trasę: Vaci út-Béke utca-Lehel utca-Újpest-rakpart. Z powodu dużego ruchu dzielnica jest zanieczyszczona i występuje w niej duże natężenie hałasu. W celu zmniejszenia zanieczyszczenia i hałasu w 2005 otwarto specjalną pochylnię w kierunku Bratysławy. Drogi komunikacji miejskiej mają w większości sieć prostokątną i wiele jednokierunkowych ulic. Drogi powiatowe w dzielnicy mają długość 131,8 km.

### Lokalny transport publiczny w dzielnicy
Przez dzielnicę biegnie trzecia linia metra (od stacji Nyugati pályaudvar do Újpest-Városkapu). Kursują tu także trolejbusy na liniach: 75, 76 i 79. Jest tu również jedna stacja kolejowa Angyalföldi, znajdująca się na granicy dworca kolejowego i Rákosrendező Újpest.

### Ścieżki rowerowe
XIII. dzielnica jest stosunkowo dobrze rozwinięta, choć czasem napotyka się nieco zniszczoną infrastrukturę dla rowerzystów. Ścieżki rowerowe biegną w kierunku północno-południowym i wschodnio-zachodnim. Mieszkańcy dzielnicy mogą korzystać z 24 bezpłatnie wypożyczanych rowerów.

## Duże przestrzenie publiczne
Od roku 2000 dzielnica posiada 157 ulic i dróg, jedną estakadę, dwa parki, stocznię i 12 mostów (w tym Most Arpadów – stacja na niebieskiej linii metra; most Małgorzaty w Budapeszcie i most kolejowy Újpest).

### Ważniejsze ulice dzielnicy
- Szent István körút
- Váci út
- Lehel utca
- Beke utca
- Róbert Károly körút
- Pozsonyi út
- Dózsa Gyórgy út (stacja niebieskiej linii metra)

### Ważniejsze place dzielnicy
- Nyugati tér
- Béke tér
- Lehél tèr (stacja niebieskiej linii metra)
- Szent István park

## Atrakcje dzielnicy
- Kofahajó
- Kościół Lehel
- Tablica pamiątkowa XIII. dzielnicy

## Życie kulturalne Újlipótváros-Angyalföld

### Kościoły
Dzielnica posiada kościoły katolickie i protestanckie.

#### Kościoły katolickie
- Kościół Św. Michała na Wyspie Świętej Małgorzaty
- Kościół Matki Bożej z Góry Karmel z kościołem karmelitów.
- Kościół parafialny Św. Władysława
- Kościół Arpadów na wyspie Św. Małgorzaty
- Parafia Maryi Wspomożycielki
- Kaplica Św. Augustyna
- Kościół parafialny Św. Mikołaja

#### Kościoły protestanckie
- Kościół Angyalföldi Budapeszteńskiego Kościoła Reformowanego
- Reformowany Kościół Bratysławy
- Luterański Kościół Angyalföldi
- Kościół Baptystów Angyalföldi

#### Synagogi
- Synagoga György Dozsá
- Synagoga Wyszechradzka
- Synagoga przy ulicy Hegedus Gyula utca

#### Inne zgromadzenia
- Kościół Wierzących w Chrystusa Nazarejczyka
- Misja Płaczącej Północy
- Węgierska Islamska Wspólnota

### Edukacja
W dzielnicy znajduje się: 7 żłobków, 16 przedszkoli, 13 szkół podstawowych, jedna szkoła muzyczna, a także wiele szkół podstawowych pozarządowych, szkół zawodowych i liceów.

### Domy kultury
- Centrum Dzieci i Młodzieży Angyalföldi – działa od 1995. Organizuje się w tym Centrum dla młodzieży warsztaty muzyczne, teatralne i taneczne.
- Centrum Kultury im Józsefa Attila – działa od 1976. Organizuje programy dla wszystkich grup wiekowych, studentów i klubów. Zajęcia dotyczą: rysunków, malarstwa, grafiki, ceramiki i szklarstwa.
- Centrum Kultury „Płomień” – działało już przed wojną, w latach 20. XX w. Dziś spotykają się tam chóry, różne zespoły, emeryci, entomolodzy, miłośnicy szachów i kolei.
- Centrum Kultury „Radnóti” – najnowszy budynek kultury w dzielnicy, otwarty w 2011. Posiada m.in. teatr, bibliotekę, kluby seniorów i miejsca rekreacyjne.
- Tzw. Piwnica przeznaczona dla programów wspólnotowych do spędzania wolnego czasu. W „Piwnicy” odbywają się pokazy jogi, kung fu, tańca, kursy języków obcych i wieczory artystyczne.

### Muzea
W dzielnicy znajdują się następujące muzea:
- Local History Collection;
- Galeria Al Lőportár;
- Galeria na rogu ulic Pannónia útca i Dráva utca;
- Galeria Lookout na wyspie Małgorzaty, obrazująca historię wyspy;
- Galeria Klubu Újlipótvárosi;
- Galeria w Ratuszu na Béke tér.

### Teatry
W dzielnicy znajduje się jeden teatr im. Józefa Attyli.

### Kina
Dzielnica posiada kilka kin: kino Duna Plazaban (pojemność 1682 osoby), kino Cinemas – po stronie dzielnicy Újlipótváros – oraz kino Odeon-Lloyd Cinema na placu Św. Stefana.

### Lokalne media
Wiele organizacji lokalnych: kościoły, szkoły posiada swoje własne media. Lokalne media w dzielnicy to:
- oficjalna telewizja TV13;
- komunikator XIII dzielnicy;
- bezpłatna gazeta wydawnictwa rejonowego dzielnicy, publikująca informacje z dzielnicy

### Sport i rekreacja
Większe kluby sportowe w Újlipótváros-Angyalföld to:
- SC Vasas Budapest
- Budapeszteński Związek Sportowy Honvéd
- Budapesti Elektromos SE
- Budapest Erdért SE

Dzielnica posiada także kilka boisk sportowych
- Tahi úti lőtér
- Láng Sporttelep
- Csata utcai sportcsarnok
- Új Palotai úti sporttelep
- Hegedűs Gyula utcai sportcsarnok
- Az Iharos Sándor nevét viselő Margitszigeti Atlétikai Centrum
- A Margit-sziget körüli futópálya

W części Dunaju, który oblewa dzielnicę, popularne jest także wędkarstwo.

## Władze dzielnicy
Władzę lokalną w dzielnicy sprawuje burmistrz, który jest również przewodniczącym Zarząd Reprezentantów. Zarząd Reprezentantów dzielnicy składa się z 21 członków: burmistrza i 20 przedstawicieli zarządu. Burmistrz dzielnicy posiada 10 zarządów starostw:
- Biuro Dokumentów
- Wydział Społeczny
- Departament Administracyjny
- Departament Podatków
- Wydział Budowlany
- Biuro Młodzieży
- Dział Finansowy
- Dział Kultury, Młodzieży i Sportu
- Dział Prawny
- Szef Architekta kancelarii

## Instytucje publiczne

### Instytucje zdrowia
Szpitale:
- Centrum Zdrowia
- Szpital Nyiro Gyula
- Szpital Dziecięcy

Dzielnica posiada dwa ośrodki zdrowia, które mieszczą się na ulicach Szegedi úti i Visegrádi úti.

### Inne instytucje publiczne
- Krajowa Policja i siedziba budapeszteńskiej policji;
- Centralna Administracja Krajowego Ubezpieczenia Emerytalnego;
- Centralny Urząd Narodowego Funduszu Ubezpieczenia Zdrowotnego;
- Węgierski Regionalny Fundusz Ubezpieczeń Zdrowotnych;
- Archiwum Miejskie Budapesztu.

## Miasta partnerskie
- Wiedeń – Floridsdorf
- Osijek
- Koszyce – South City
- Szováta
- Warszawa – Ochota